# Општина Жилава (Илфов)
Жилава (рум. Jilava) општина је у Румунији у округу Илфов.
Oпштина се налази на надморској висини од 67 m.